# Roghudi
Roghudi (tiếng Hy Lạp: Roghudion, Choriò) là một đô thị ở tỉnh Reggio Calabria trong vùng Calabria, Ý, có cự ly khoảng 130 km về phía tây nam của Catanzaro và khoảng 20 km về phía đông nam của Reggio Calabria. Tại thời điểm ngày 31 tháng 12 năm 2004, đô thị này có dân số 1.323 người và diện tích là 36,5 km².
Đô thị Roghudi có các frazioni (các đơn vị cấp dưới, chủ yếu là các làng) Chorio, Rughudi Nuovo, và Rughudi Vecchio.
Roghudi giáp các đô thị: Africo, Bova, Condofuri, Cosoleto, Melito di Porto Salvo, Roccaforte del Greco, Sinopoli.